# حسين الخليلي (رجل دين)
الميرزا حسين بن الميرزا خليل بن ابراهيم بن محمد علي المعروف بـ (حسين الخليلي) هو مرجع تقليد شيعي عراقي تصدى للمرجعية بعد وفاة الشيخ محمد حسين الكاظمي.

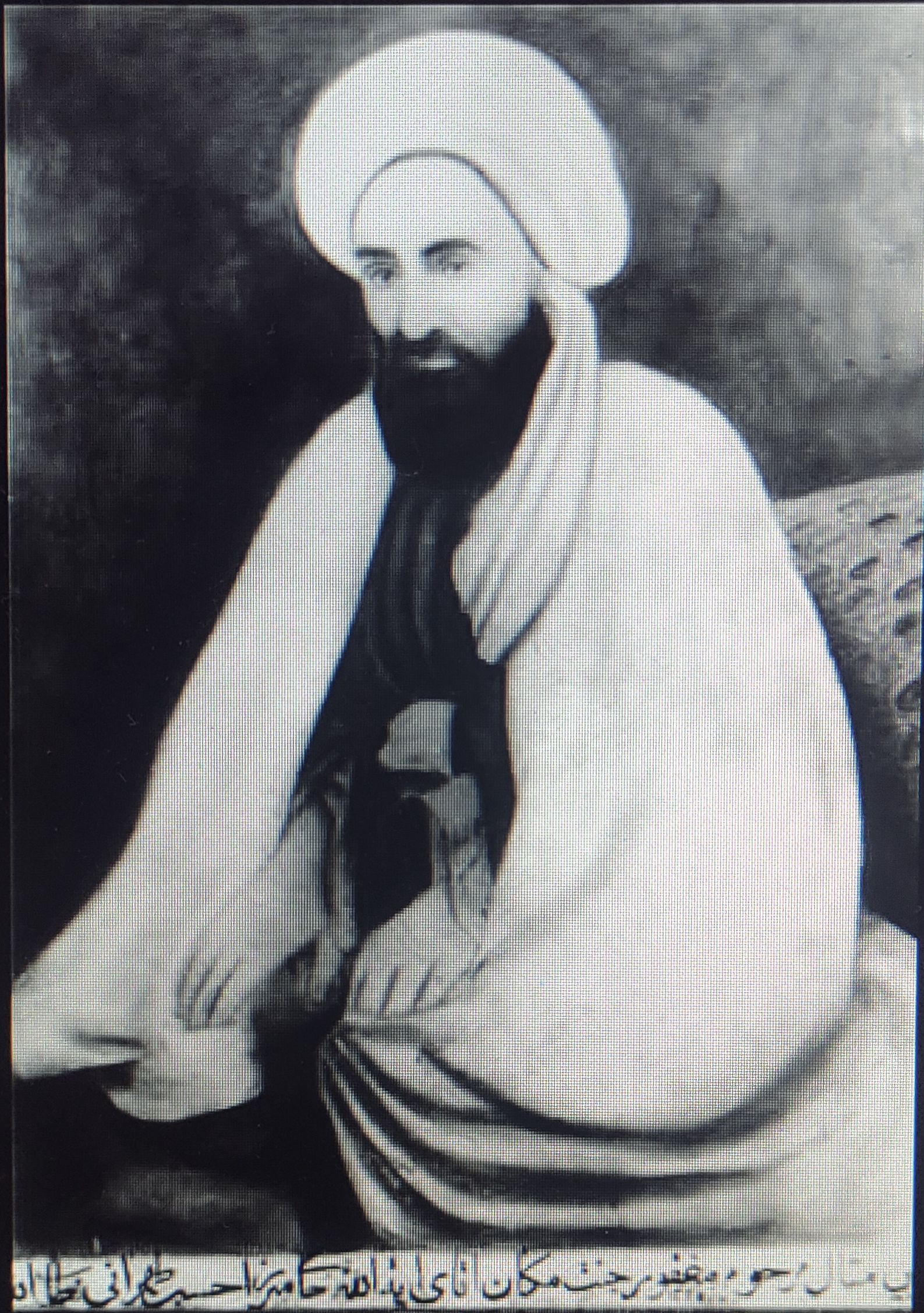
الميرزا حسين الخليلي

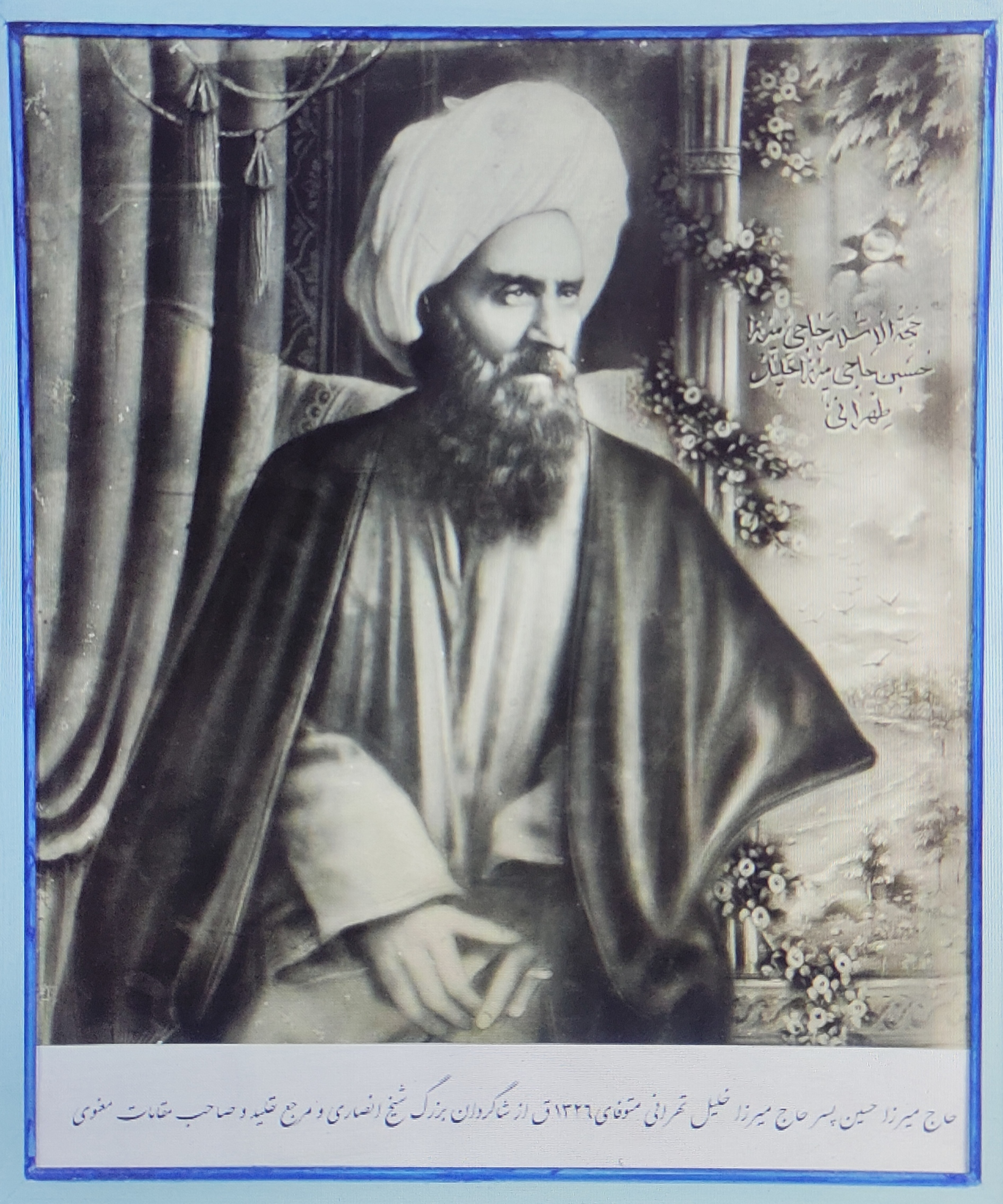
الميرزا حسين الخليلي

## اسمه و سيرته

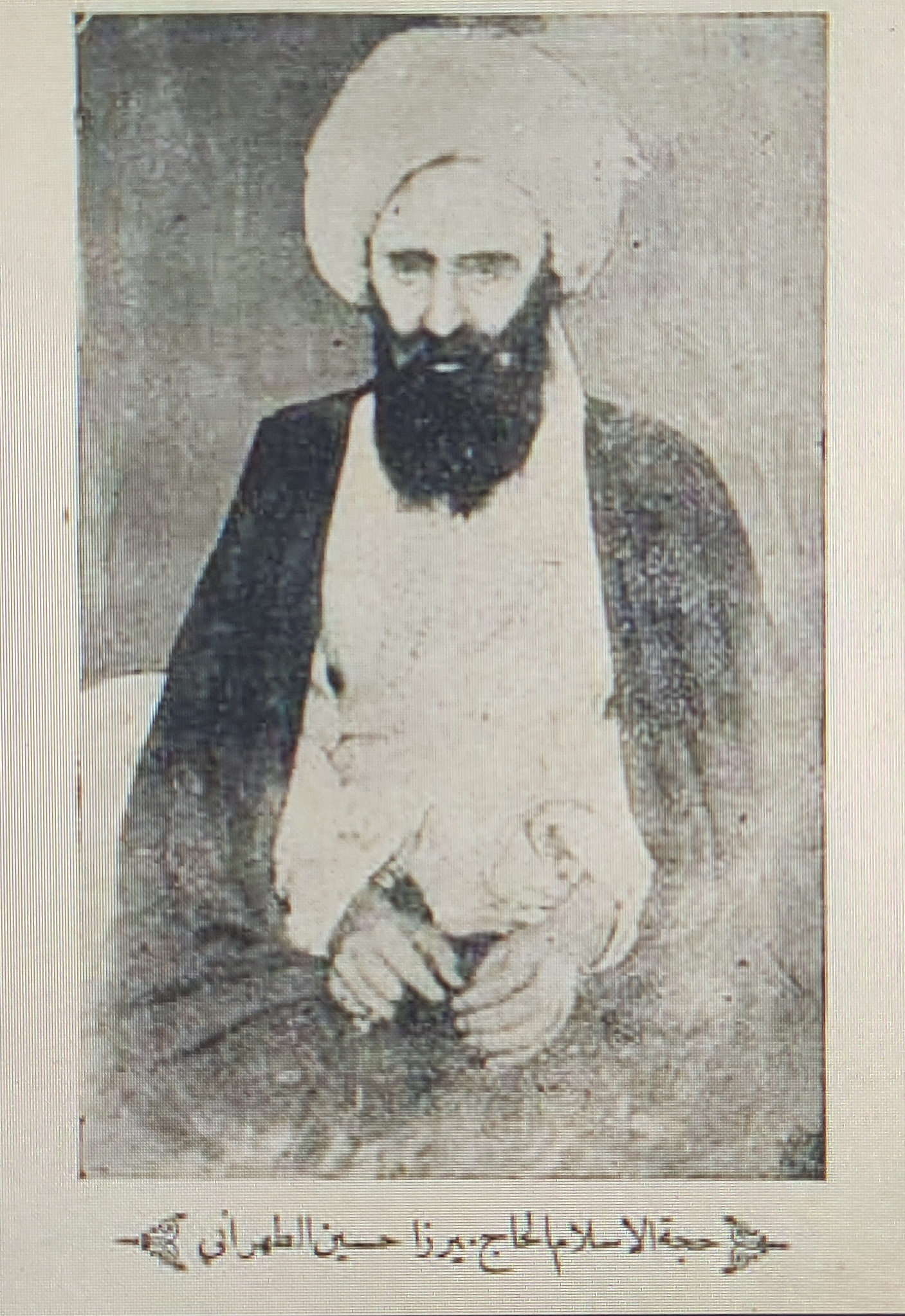
الميرزا حسين الخليلي

اشتهر بعد وفاة الميرزا محمد حسن الشيرازي سنة 1312 هـ حتى أصبح زعيم الحوزة العلمية في النجف الاشرف وهو من بين أربعة مصادر تقليد في عصر الثورة الدستورية الإيرانية. عمل مع الاخواند الخراساني والشيخ عبد الله المازندراني لدعم أول ثورة ديمقراطية في آسيا (الثورة الدستورية الإيرانية) ووقع جميع البيانات الرئيسية التي صدرت من حوزة النجف في دعم الديمقراطية.

## نشأته وأسرته
ولد عام 1236 هـ في بيت علم ودين فأبوه الطبيب الميرزا خليل بن ابراهيم بن محمد علي الرازي وأخوه الشيخ المولى علي الخليلي وله ثلاث إخوة أطباء هم "ميرزا محمد" و"ميرزا حسن" و"ميرزا باقر".
من أسرته
1 - محمد حسين الخليلي
2 - عباس الخليلي
3 - جعفر الخليلي
4 - محمد صادق الخليلي
5 - جيم الخليلي
6 -  عبد الحسين الخليلي 

## أساتذته
1. مرتضى الأنصاري
2. محمد حسن النجفي
3. محسن خنفر
4. مشكور الحولاوي الخاقان
5. أسد الله الرشتي الأصفهاني
6. زين العابدين الكلبايكاني
7. حيدر الحيدري
8. علي كاشف الغطاء
9. حسن كاشف الغطاء
10. المولى علي الخليلي
11. خليل الرازي

## تلامذته
1. نجله محمد حسين الخليلي.
2. أحمد بن علي كاشف الغطاء.
3. محمد بن علي كاشف الغطاء
4. هادي كاشف الغطاء
5. محمد باقر البيرجندي
6. محمد عظيم البروجردي الطهراني
7. أحمد الطهراني
8. أحمد الخونساري
9. عباس القمي ( صاحب مفاتيح الجنان )
10. ضياء الدين العراقي
11. أبو القاسم بن محمد حسن القمي
12. محمد بن علي حرز الدين
13. آغا بزرك الطهراني ( صاحب الذريعة إلى تصانيف الشيعة)

## مؤلفاته
1. ذريعة الوداد في مختصر نجاة العباد
2. كتاب في الغصب
3. كتاب في الإجارة
4. رسالة عملية
5. كراريس في البيع والخيارات

## اقوال العلماء فيه
1. قال حسن الصدر في التكملة: «الفقيه الحجة كان أفقه أقرانه وأعدلهم في فهم كلمات الفقهاء ما مثله في اعتدال السليقة في الفقه»؛ وقال أيضًا «وكان رحمه الله على جانب عظيم من التقوى والورع وكثرة الصلاة والعبادة صبور على الطاعات والعبادات وعلى مكاره الزمان وحوادث الخوّان حسن الأخلاق جدّاً حلو الشمائل عذب الكلام أريحيّ الطبع شهم جدّاً معظّم للعلماء ولأهل الدين حسن المحاضرة».
2. قال تلميذه حرز الدين في المعارف: «شيخنا الأجل وأُستاذنا الأمثل الرئيس المبجّل العالم العابد والمحقّق الزاهد».
3. قال الأمين في الأعيان: «كان عالماً فقيهاً مدرّساً إلّا أنّه لم يُدرّس غير الفقه زاهداً عابداً كثير التهجّد يمشي على قدميه لزيارة الحسين(ع) ويتزوّد السويق تخشّناً وتزهّداً لا لاحتياج وكان حسن الأخلاق حلو العشرة مليح النادرة».
4. قال الشيخ جعفر آل محبوبة في ماضي النجف: «الفقيه الحجّة كان أفقه أقرانه ذو فهم وقّاد وخبرة كاملة بكلمات العلماء والفقهاء لا شبيه له في اعتدال السليقة وحسن الطريقة وكان أحد أركان النهضة الإيرانية على الظلم وكم له من أيادٍ مشكورة ومآثر باقية».
5. قال فيه آقا بزرك الطهراني في الطبقات: «من أكابر فقهاء عصره وأجلّاء علمائه وكانت له في الأوساط العلمية مكانة مرموقة نظراً لبراعته في الفن حيث كان له إلمام تامّ في الفقه وإحاطة غريبة بعامّة فروعه من العبادات والمعاملات كما كانت له سلطة موصوفة في التدريس وهيمنة محمودة في البيان».
6. قال الشيخ محمّد هادي الأميني في المعجم: «الفقيه الحجّة المجتهد أُستاذ الفقه والأُصول انتهت إليه رئاسة الإمامية وكان أفقه أهل زمانه وأحد أركان النهضة الإيرانية».

## اثاره
1. دوره السياسي في حركة المشروطة ضد الشاه القاجاري.
2. بناء مدرسة الخليلي الكبرى لطلبة العلوم الدينية مقابل مرقد الشيخ خضر بن شلال في النجف.
3. بناء مدرسة الخليلي الصغرى بجانب خان الواقف في النجف الأشرف
4. بناء الخان الكبير للزائرين بمدينة طويريج (الهندية) في النجف
5. القناة التي استقى منها سكان النجف.

## وفاته
توفي في مسجد السهلة ليلة الجمعة بين الطلوعين في الحادي عشر من شوال الموافق الرابع والعشرين من تشرين الاول سنة 1326 هـ ودفن في مقبرته الخاصة في مدرسته الكبيرة في محلة العمارة وأعقب الشيخ محمد تقي والشيخ محمد والشيخ مهدي والشيخ محمود والشيخ محمد علي.